# Мартине, Люсьен
Люсьен Мартине (фр. Lucien Martinet; 3 марта 1879, Бурж — 10 июня 1903, Париж) — французский гребец, серебряный призёр летних Олимпийских игр 1900.
Мартине, вместе с Рене Валеффом и неизвестным рулевым, на Играх участвовал в соревнованиях среди двоек. Сначала они выиграли полуфинальный заплыв, а затем, в финале, заняли второе место, выиграв серебряные медали.
Затем он участвовал в заплыве восьмёрок, но их команда не смогла финишировать в полуфинале и не соревновалась в финале.